# 742
742 (DCCXLII) je bilo navadno leto, ki se je po julijanskem koledarju začelo na ponedeljek.

## Dogodki
- 1. januar

## Rojstva
- Himiltruda, prva žena Karla Velikega in mati Pipina Grbastega († okoli 780)

## Smrti
- Kutlug jabgu kagan, jabgu Drugega turškega kaganata (* ni znano)